# Messerschwanderhof
Der Messerschwanderhof ist ein Wohnplatz innerhalb der Stadt Otterberg. Er steht unter Denkmalschutz.

## Lage
Der Messenschwanderhof befindet sich im Norden der Stadt inmitten des Otterberger Wald unweit der Grenze zu Höringen. Unmittelbar östlich erstreckt sich der 399,6 Meter hohe Eulenkopf. Nördlich des Ortes verläuft der Krebsbach.

## Geschichte
Die Abtei Otterberg besaß vor Ort einst Hof und Liegenschaft. Während des Dreißigjährigen Kriegs wurde der Hof zerstört. Im Lauf des 17. Jahrhunderts wurden auf dem Hof Mennoniten angesiedelt, die den Gottesdienst in der Mennonitenkirche Sembach besuchten. Seit 2017 befindet sich vor Ort eine Infotafel mit der Überschrift Täuferspuren in der Pfalz.

## Beschreibung
Beim Messenschwanderhof handelt es sich um eine Weilersiedlung mit barocken Fachwerk-Wohnhäusern des 18. Jahrhunderts; Das Haus mit der Nummer 1 stammt aus der ersten Hälfte des 18. Jahrhunderts und wurde in der Art einer Einfirstanlage mit Stall und Heuspeicher mit wesentlichen Störungen errichtet. Haus Nummer 2 ist mit HP RL 1748 bezeichnet und enthält geohrte Öffnungen im Erdgeschoss.